# Filippo Anfuso
Filippo Anfuso (Catania, 1º gennaio 1901 – Roma, 13 dicembre 1963) è stato un politico e diplomatico italiano.

## Biografia
Di precoci attitudini letterarie, nel 1917 pubblicò la sua prima raccolta di poesie. Divenne collaboratore dei quotidiani La Nazione e La Stampa come corrispondente da Germania e altri paesi. Partecipò come giornalista all'impresa di Fiume di D'Annunzio.

### Carriera diplomatica
Laureatosi in Giurisprudenza, entrò in diplomazia nel 1925, fu destinato a Monaco di Baviera (1927-1929), Budapest (1929-1931), Berlino (1931-1932), Pechino (1932-1934), Atene (1934-1936).
Partecipò come volontario alla guerra civile spagnola, col grado di tenente d'artiglieria, e il 24 novembre 1936 garantirà il sostegno dell'Italia al generale Franco. In quel conflitto si meritò una croce di guerra.
È menzionato, come Ciano, fra i mandanti dell'omicidio dei fratelli Nello e Carlo Rosselli, esuli in Francia che combattevano il fascismo, uccisi a Bagnoles-de-l'Orne il 9 giugno 1937 da cospiratori francesi della "Cagoule", su mandato dell'ufficio torinese del SIM, il Servizio di Informazioni militare.
Nel 1936 divenne segretario del Ministro degli Esteri Galeazzo Ciano, suo amico da lungo tempo, e suo capogabinetto nel 1938.
Nel 1941 fu coinvolto in importanti missioni in Croazia e Grecia, pur deciso, come Ciano, allo sganciamento dell'Italia dalla Germania. Nel 1942 fu destinato alla guida della Legazione di Budapest.

### L'adesione alla RSI
Dopo l'8 settembre 1943 aderì alla Repubblica Sociale Italiana divenendone l'ambasciatore a Berlino. Per Tito Gandini "Anfuso è stato l'ultimo ambasciatore della repubblica di Salò a Berlino, rappresenta l'epoca di più alto connubio, di maggiore compenetrazione, di simbiosi filosofica tra fascismo e nazismo, in un momento in cui Mussolini aderì all'ideologia dell'olocausto per quelle che definì essere ragioni politiche".
Per contro, altri autori e studiosi hanno ricordato la pressante azione svolta da Anfuso a favore dei militari italiani deportati in Germania dopo l'8 settembre 1943. Così pure, gli interventi di Anfuso e della sua Ambasciata per aiutare connazionali ebrei che sono stati evidenziati in occasione del processo a Eichmann, tenutosi in Israele nel 1961.
Il 26 marzo 1945, dopo la morte di Mazzolini e il breve interim di Mellini, venne fatto rientrare in patria da Mussolini che lo nominò sottosegretario agli Esteri della RSI.
Venne condannato a morte in contumacia a Roma il 12 marzo 1945 dall'Alta Corte di Giustizia per collaborazionismo con i nazisti e per crimini fascisti.
Dopo la guerra si rifugiò nel'ottobre 1945 in Francia, dove venne arrestato nel febbraio 1946, e indagato per due anni con l'imputazione di complotto contro lo Stato francese. La Giustizia francese lo prosciolse nel febbraio 1948 con un non luogo a procedere nei suoi confronti, e Anfuso si trasferì in Spagna.

### L'attività politica nel dopoguerra
In Italia, dopo l'annullamento della sua condanna da parte della Corte suprema di Cassazione, venne assolto con una sentenza della Corte d'Assise di Perugia nell'ottobre 1949.
Era ministro plenipotenziario di I classe a riposo.
Rientrato in Italia nel 1950, aderì al Movimento Sociale Italiano e nel 1953 venne eletto deputato nel collegio unico nazionale e riconfermato per le due successive legislature (1958 e 1963) nel collegio di Catania. Appoggiò la NATO in funzione anticomunista. Nel dicembre 1963, mentre parlava alla Camera, venne colto da malore e morì in aula. Subentrò al suo posto in Parlamento Orazio Santagati.
Filippo Anfuso ha lasciato un importante libro di memorie, Roma-Berlino-Salò (1936-1945), pubblicato a Roma nel 1950, oltre che una serie di libri, articoli e scritti di carattere biografico, storico e politico. Nel 2002 il comune di Catania gli ha dedicato una strada.

## Scritti
- F. Anfuso, Ortica, Roma: Bernardo Lux Editore, 1918
- F. Anfuso, Roma-Berlino-Salò (1936-1945), Milano: Garzanti, 1950, 589 p. (trad. fr. Du Palais de Venise au lac de Garde Paris: Calmann-Lévy, 1949, nuova ed.: Paris: Perrin, 2016 ; tr. ted. Rom-Berlin in diplomatischen Spiegel, München: Verlag Pohl 1951)
- F. Anfuso, Da Palazzo Venezia al Lago di Garda [3. edizione del precedente con aggiunta di documenti], Bologna: L. Cappelli, 1957, 510 p. (nuova ed.: Roma: Settimo Sigillo, 1996)
- F. Anfuso, L'innocenza del Mezzogiorno e altri racconti, Milano: Garzanti 1951, 171 p.
- F. Anfuso, Fino a quando?, Milano: Le edizioni del Borghese 1962. 292 pp.
- F. Anfuso, Discorso ai sordi scritti e discorsi scelti a cura di Pino Romualdi, edizioni de «L'Italiano», 529 p.
- F. Anfuso, Da Jalta alla luna, a cura dell'Ufficio esteri del MSI, Roma: Tip. Tambone, s.d. (1959?), 46 p.

## Curiosità
- Nel 2003 l'ex Provincia Regionale di Catania ha acquisito il Fondo Anfuso, considerato il nucleo costitutivo della Biblioteca della Città metropolitana di Catania (già Biblioteca Provinciale di Catania)[4]. La biblioteca degli Anfuso, formata da circa 8.000 volumi, tra cui alcuni del 1600, 1700, 1800 ed il resto del 1900[4], venne donata per volontà testamentaria dalla figlia dell'ambasciatore, Carmelina Clarissa Anfuso-Tasnaedy Szuets[5], pittrice e promotrice della memoria del padre anche presso l'Istituto storico della RSI[6].